# Tiburcio Benegas
Tiburcio Benegas Ortiz Posse (Rosario, 1844 - Buenos Aires, 5 de noviembre de 1908) fue un político, precursor de la vitivinicultura, diplomático y empresario argentino. Uno de los representantes de la Generación del Ochenta y miembro del Partido Autonomista Nacional (PAN), impulsó el sistema de riego mendocino y promulgó la ley de aguas. Fue tres veces gobernador de la provincia de Mendoza. Fue senador nacional por Mendoza tres mandatos y, además, fue dos veces embajador argentino en Chile.

## Biografía
Tiburcio Benegas nació en Rosario el 9 de julio de 1844, hijo de Pedro Benegas Morcillo y de Ángela Ortiz Posse, y nieto del hacendado y militar José Tiburcio Benegas, quien diera su nombre al Tratado de Benegas, firmado en su estancia. Cursó sus estudios en el Colegio Nacional de Concepción del Uruguay. 
En 1865 llega a la provincia de Mendoza donde se establece. El 10 de julio de 1870 se casó con Lubina Blanco Zapata, hija del prócer mendocino Eusebio Blanco, que había escrito un manual del viñatero llamado Las viñas y los vinos de Mendoza (1884) para enseñar a éstos como debían plantar las viñas, ya que la llegada de inmigrantes y la riqueza del suelo mendocino hacía que todos quisieran plantar viñedos, pero muchos desconocían totalmente el trabajo que debían realizar; en su momento este libro fue muy importante, ya que estaba en sus inicios el cultivo racional de la vid. Con Lubina tuvieron siete hijos: Sofía, Pedro, Alberto, María Luisa, Josefa, Tiburcio y el menor, Eduardo.
En 1869 funda el Banco de Mendoza y asume su presidencia hasta 1874, luego regresa a Rosario por breve tiempo y retorna a Mendoza, esta vez como gerente de la sucursal local del Banco Nación, y después se desempeña como Jefe de Policía.
En 1883 funda la bodega El Trapiche en Godoy Cruz, pionera en la elaboración de vinos finos, por haber traído a la Argentina las primeras cepas francesas que llegaron al país. También se encargó de incorporar tecnología de avanzada para la época para mejorar la calidad de producción.
Tiburcio Benegas fue uno de los mayores impulsores de la actividad vitivinícola y de su mejoramiento constante. Junto a Silvestre Ochagavía en Chile y Agoston Haraszthy en California, son considerados y reconocidos como el trío fundamental de la industria vitivinícola en América.

### Cargos políticos
En 1872 fue diputado provincial y presidente de la Legislatura en 1884. En 1886 fue senador nacional. En 1887 fue por primera vez gobernador de la provincia de Mendoza. A partir de los problemas de riego que existían en la provincia de Mendoza solicitó un empréstito que fue destinado a construir obras hidráulicas, y le encargó al ingeniero Guillermo Villanueva que contrate a un ingeniero hidráulico y es así como se contacta con el ingeniero hídrico de origen italiano César Cipolletti, quien en 1889 se estableció en Mendoza para proyectar las obras de riego de los ríos Mendoza y Tunuyán, que concluyeron en el diseño de diques de embalse.[cita requerida]
También durante su gestión se fundó el Banco de la Provincia de Mendoza, el 24 de septiembre de 1888.
Después de un año y medio de gobierno, el 6 de enero de 1889 una revolución lo depone y lo encarcela junto con Juan Eugenio Serú, Agustín Álvarez y otros. Se lo obligó a presentar la renuncia, que el día 7 la Legislatura trata y acepta, designando posteriormente en calidad de Gobernador interino a Manuel J. Bermejo, que se desempeñaba como presidente de la Cámara.
El vicepresidente de la Nación Carlos Pellegrini dispuso la intervención federal y envió a Manuel Derqui para hacerse cargo del Ejecutivo. La función de Derqui fue devolver en funciones al Gobernador Benegas, quien reasumió su cargo, hasta el 9 de junio de 1889 cuando renunció definitivamente.
En 1895 Tiburcio Benegas retornó al sillón de San Martín momentáneamente cuando fue designado gobernador internino. Al concluir su mandato se desempeñó como senador nacional y posteriormente se lo designó Embajador en Chile. 
Falleció en Buenos Aires el 5 de noviembre de 1908. Su cuerpo descansa en un mausoleo del Cementerio viejo de la ciudad de Mendoza, decorado con símbolos que asocian la pertenencia a la francmasonería.

## Lazos familiares
Son sus descendientes el economista Alberto Benegas Lynch (padre), el también economista Alberto Benegas Lynch (hijo), el diputado nacional Bertie Benegas Lynch, hijo de éste, y el abogado y periodista José Benegas.

## Homenajes
En honor a Tiburcio Benegas actualmente existen un dique llamado Gobernador Benegas y una avenida principal en la ciudad de Mendoza y varias calles en dicha provincia argentina. Mientras tanto, en Rosario, más precisamente en el barrio de Fisherton, una calle (paralela a la Av. Eva Perón) lleva su nombre.

| Predecesor: Rufino Ortega                        | Gobernador de la Provincia de Mendoza 1887 - 1889             | Sucesor: Manuel J. Bermejo (Gobernador Interino) |
| Predecesor: Manuel Derqui (Intervención Federal) | Gobernador de la Provincia de Mendoza (completa mandato) 1889 | Sucesor: Jacinto Álvarez                         |
| Predecesor: Francisco J. Moyano                  | Gobernador de la Provincia de Mendoza (interino) 1895         | Sucesor: Jacinto Álvarez                         |